# STU48
STU48 (skrót od Setouchi48) – japońska grupa idolek stworzona przez Yasushiego Akimoto. Jest to piąta krajowa siostrzana grupa AKB48. Zespół posiada swój własny teatr, który znajduje się na statku kursującym między siedmioma miastami będącymi częścią regionu Setouchi.

## Historia
Grupa STU48 została oficjalnie zapowiedziana 10 października 2016 roku podczas wydarzenia Unit Single sōdatsu janken taikai (jap. ニットシングル争奪じゃんけん大会), podczas którego zapowiedziano, że teatr będzie znajdować się na statku kursującym po Morzu Wewnętrznym.
19 marca 2017 roku odbyło się finałowe przesłuchanie do zespołu, spośród 8061 kandydatek przeszło 44 dziewcząt. 3 maja 2017 roku, podczas 2017 Hiroshima Flower Festival, zostały zaprezentowane 32 członkinie STU48, z Naną Okada (także w AKB48).
Ich debiutancki singel „Kurayami” został wydany 31 stycznia 2017 roku przez King Records.

## Teatr na statku

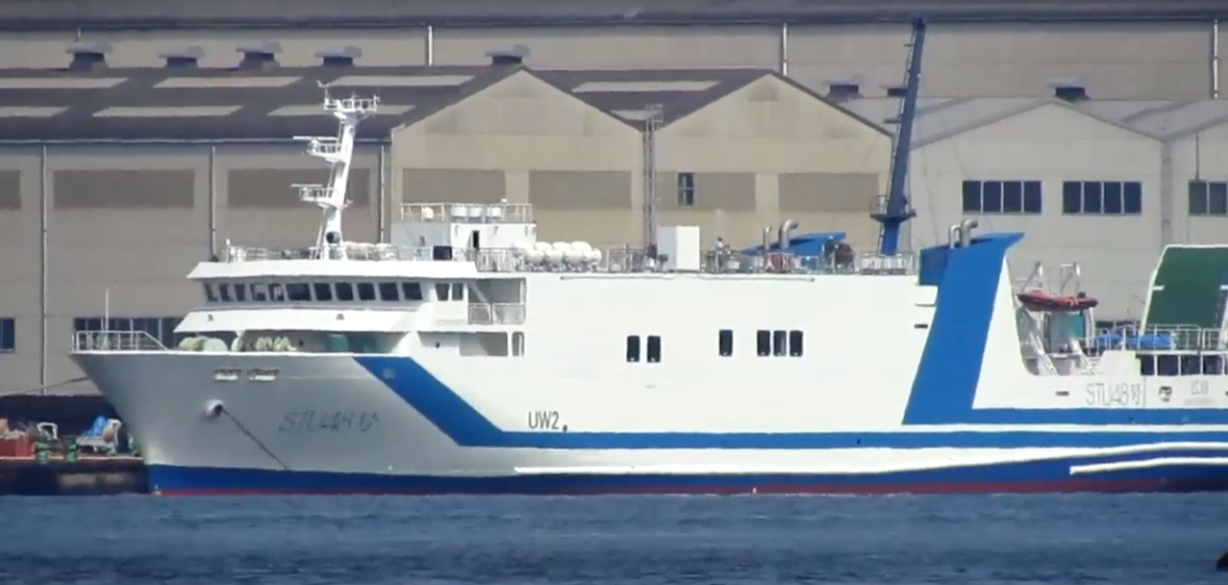
Statek, 23 maja 2019

Statek to prom „Mikasa” (jap. みかさ), ma 77,8 metra długości i 12,5 metra szerokości. Obsługiwany jest przez Iki-Tsushima Sea Line (ITSL), wcześniej był to statek pasażerski mogący pomieścić 245 pasażerów, a następnie był przekształcony w statek towarowy typu ro-ro o pojemności do 40 pojazdów zanim został przejęty przez kierownictwo STU48. 11 maja STU48 ogłosiły konkurs na nazwę statku. Spośród 2000 przesłanych nazw do finałowego głosowania członkinie zespołu wybrały 24 z nich. 30 czerwca, przez aplikację stream SHOWROOM, wybrano nazwę „STU48-go” (jap. STU48号) (9,8% głosów).
Przebudowa STU48-go została przeprowadzona przez zakłady Japan Marine United w Onomichi, Hiroshima. Kilka członkiń STU48 odwiedziło stocznię w trakcie procesu przebudowy, a Azusa Fujiwara i Honoka Yano osobiście wymalowały nazwę statku na dziobie. 22 stycznia 2019 roku grupa wydała teledysk do utworu „Shukkō” (jap. 出航) z ich nadchodzącego drugiego singla, który został nakręcony na statku i wykonany przez wszystkie 33 członkinie.
25 lutego grupa opublikowała listę portów w regionie Setouchi, w których statek miał zadokować na czas występów. 19 marca wydane zostało świadectwo rejestracji statku.
Na obu burtach statku znajduje się kod sygnałowy „UW2”, który oznacza „witaj!”.
9 lipca 2020 roku zarząd STU48 ogłosił, że teatr okrętowy przestanie funkcjonować wiosną 2021 roku, a występy będą odbywać się w całym regionie Setouchi bez stałego miejsca.

## Członkinie
Z dniem 20 sierpnia 2020 grupa składała się z 44 członkiń. Członkinie Kenkyūsei (jap. 研究生; ang. understudy member) są osobną grupą dziewczyn, które nie zostały awansowane do oficjalnych zespołów (23 członkiń). Jedna członkini należy do dwóch zespołów (tzw. Kennin (jap. 兼任)). „Draft Members” (jap. ドラフト会議) to członkinie wybrane przez publiczne przesłuchanie, w którym liczba wstępnie wybranych kandydatek miała szansę zostać wcielonych do zespołu przez grupę przedstawicielek zespołów (3 członkinie).
Lista
Mitsuki Imamura jest kapitanem, a Akari Fukuda – wicekapitanem.
| Imię                                              | Data urodzenia            | Generacja |
| ------------------------------------------------- | ------------------------- | --------- |
| Chiho Ishida (jap. 石田千穂)                      | 17 marca 2002(dts)        | 1.        |
| Minami Ishida (jap. 石田みなみ)                   | 11 października 1998(dts) | 1.        |
| Mitsuki Imamura (jap. 今村美月)                   | 19 lutego 2000(dts)       | 1.        |
| Hina Iwata (jap. 岩田陽菜)                        | 21 lutego 2003(dts)       | 1.        |
| Hina Iwata (jap. 岩田陽菜)                        | 21 lutego 2003(dts)       | 1.        |
| Nana Okada (jap. 岡田奈々) (także w AKB48 Team 4) | 7 listopada 1997(dts)     | AKB48 14. |
| Yūka Oki (jap. 沖侑果)                            | 1 grudnia 1999(dts)       | Draft 1.  |
| Marina Ōtani (jap. 大谷満理奈)                    | 14 lutego 2004(dts)       | 1.        |
| Kokoa Kai (jap. 甲斐心愛)                         | 22 listopada 2003(dts)    | 1.        |
| Miyuna Kadowaki (jap. 門脇実優菜)                 | 11 marca 2003(dts)        | 1.        |
| Miyu Sakaki (jap. 榊美優)                         | 28 kwietnia 2002(dts)     | 1.        |
| Soraha Shinano (jap. 信濃宙花)                    | 9 sierpnia 2003(dts)      | Draft 1.  |
| Saki Sugihara (jap. 菅原早記)                     | 14 listopada 2001(dts)    | 1.        |
| Yumiko Takino (jap. 瀧野由美子)                   | 14 listopada 2001(dts)    | 1.        |
| Kōko Tanaka (jap. 田中皓子)                       | 16 czerwca 1996(dts)      | 1.        |
| Mahina Taniguchi (jap. 谷口茉妃菜)                | 3 lutego 2000(dts)        | 1.        |
| Mai Nakamura (jap. 中村舞)                        | 4 kwietnia 1999(dts)      | Draft 1.  |
| Aoi Hyōdo (jap. 兵頭葵)                           | 18 stycznia 2001(dts)     | 1.        |
| Akari Fukuda (jap. 福田朱里)                      | 29 marca 1999(dts)        | 1.        |
| Arisa Mineyoshi (jap. 峯吉愛梨沙)                 | 2 września 2004(dts)      | 1.        |
| Maiha Morishita (jap. 森下舞羽)                   | 4 października 2004(dts)  | 1.        |
| Honoka Yano (jap. 矢野帆夏)                       | 6 sierpnia 1999(dts)      | 1.        |
| Fū Yabushita (jap. 薮下楓)                        | 7 października 2000(dts)  | 1.        |

Absolwentki
| Absolwentki |
| --- |
| - Yui Kuroiwa (jap. 黒岩唯) (ur. 7 października 2000(dts)), ukończyła 18 listopada 2017 - Mami Ozaki (jap. 尾﨑舞美) (ur. 18 grudnia 2000(dts)), ukończyła 25 marca 2018 - Orie Cho (jap. 張織慧) (ur. 18 października 2001(dts)), ukończyła 13 kwietnia 2018 - Hinako Shioi (jap. 塩井日奈子) (ur. 7 stycznia 2000(dts)), ukończyła 22 lipca 2018 - Haruka Sano (jap. 佐野遥) (ur. 16 sierpnia 1995(dts)), ukończyła 13 kwietnia 2019 - Saki Sugahara (jap. 菅原早記) (ur. 14 listopada 2001(dts)), ukończyła 6 maja 2019 - Ayumi Ichioka (jap. 市岡愛弓) (ur. 21 sierpnia 2003(dts)), ukończyła 6 sierpnia 2019 - Momona Kadota (jap. 門田桃奈) (ur. 26 sierpnia 1999(dts)), ukończyła 11 sierpnia 2019 - Yuri Torobu (jap. 土路生優里) (ur. 24 marca 1999(dts)), ukończyła 30 października 2019 - Haruka Mishima (jap. 三島遥香) (ur. 18 kwietnia 1998(dts)), ukończyła 8 grudnia 2019 - Kaho Mori (jap. 森香穂) (ur. 1 czerwca 1997(dts)), ukończyła 12 grudnia 2019 - Azusa Fujiwara (jap. 藤原あずさ) (ur. 10 maja 1998(dts)), ukończyła 10 marca 2020 - Kanon Isogai (jap. 磯貝花音) (ur. 1 czerwca 2000(dts)), ukończyła 10 maja 2020 - Nonoka Shintani (jap. 新谷野々花) (ur. 23 maja 2004(dts)), ukończyła 31 lipca 2020 |

## Dyskografia

### Single
| Rok  | Tytuł                                                                  | Ranking                     | Ranking                 | Sprzedaż | Sprzedaż        |
| Rok  | Tytuł                                                                  | Oricon Weekly Singles Chart | Billboard Japan Hot 100 | Oricon   | Billboard Japan |
| ---- | ---------------------------------------------------------------------- | --------------------------- | ----------------------- | -------- | --------------- |
| 2018 | „Kurayami” (jap. 暗闇)                                                 | 1                           | 1                       | 186 276  | 201 769         |
| 2019 | „Kaze o matsu” (jap. 風を待つ)                                         | 1                           | 1                       | 308 983  | 337 816         |
| 2019 | „Daisuki na hito” (jap. 大好きな人)                                    | 1                           | 1                       | 289 745+ | 337 988         |
| 2020 | „Mubō na yume wa sameru koto ga nai” (jap. 無謀な夢は覚めることがない) | 1                           | 1                       | 292 445+ | 335 909         |
| 2020 | „Omoidaseru koi o shiyō” (jap. 思い出せる恋をしよう)                   | 1                           | 1                       | 213 940+ | 220 969+        |
| 2021 | „Hitorigoto de kataru kurainara” (jap. 独り言で語るくらいなら)         | 2                           | 2                       | 236 317+ | 267 840+        |
| 2021 | „Hetaretachi yo” (jap. ヘタレたちよ)                                   | 1                           | 2                       | 198 929+ | 255 329+        |
| 2022 | „Hana wa dare no mono?” (jap. 花は誰のもの?)                           | 2                           | 2                       |          |                 |